# Велика хумка Остојићево
Велика хумка код Остојићева у Банату нема традиционално народно име, али је на старим мапама јасно назначена и то са "унка" – речју коју су стари географи погрешно извели из "хунке" која је с друге стране потекла из "хумке" а сигурно води порекло од мишљења да су кургане за собом оставили хуни. Хумка је у нарушеном стању, јер се површина као део њиве, интензивно преорава.

## Опис
Из близине хумка је заиста велика, иако није највећа у Банату. Спада међу кургане средње величине и део је ланца кургана Потисја.
У самом окружењу Остојићева некада је било 4-5 мањих или већих хумки, о чему сведоче старе мапе. На пример, одмах поред, на само 580 m североисточно налазила се још једна хумка непознате величине, која је уништена градњом пруге за Кикинду 1895. године. Ова нешто мања хумка је сигурно била везана за исту културу и епоху, а је могла бити гробница неке мање важне особе, те као таква могла бити део система градње двојне хумке - у народу познате као "Близаница".
Данашња висина врха у односу на равну Тисе износи око 3,5 метра, али је пре култивисања сигурно била виша најмање за око метар. Велика хумка се налази на свега 1080 m од реке Тисе. Утицај реке је толико јак, да чак унутар њива имамо природне депресије у виду издужених доља, које нису погодне за обраду јер се у пролеће напуне водом. Оваква места, заузврат, представљају задња природна упоришта многих дивљих животиња и биљака Баната.

## Стање и перспективе
Веома је интересантна геологија подручја. Уколико се посматра положај хумке у односу на видљиве наносе некадашње Тисе и Аранке која је некада била знатно обимнија, може се претпоставити да је хумка настала у неком каснијем периоду, када су реке одмеандрирале и систематски положиле своје наносе. Наравно то се мора узети у релативном смислу, јер се изражава у хиљадама година, а сӑмо меандрирање могло се одиграти много пре енеолита, када су градитељи кургана стигли на ово подручје. Гледајући положај хумке може се чак претпоставити, да је због померања реке хумка у ствари на садашњу Банатску страну доспела са десне обале, као што је то случај код многих меандара Тисе да су ставарали "острва" мењајући страну (на пример Бисерно Острво, затим "Сигет" код Мола или управо оближња Батка (Стара Тиса) јужно од Остојићева). У ствари, готово је сигурно да је хумка са још неколико осталих из Потиског ланца кургана управо настала на Бачкој страни Тисе, вероватно у истом периоду када и хумке на данашњем потезу Хоргоша, Кањиже и Шајкашке.
У околини саме хумке могу се наћи уломци старе, предсредњовековне грнчарије. Због орања локалитет је археолошки јако нарушен. Хумка није евидентирана као културно-историјско и археолошко добро и није под заштитом државе, нити је познато да је то у плану.

## Галерија
| - Велика хумка Остојићево, панорама - Поглед из даљине са ораница - Поглед са истока - Поглед из једне од доља, с југа - У околини хумкe се могу пронаћи уломци грнчарије - Уломак грнчарије - До хумке се долази само пешке |